# Вайсвайль
Вайсвайль (нем. Weisweil) — община в Германии, в земле Баден-Вюртемберг. 
Подчиняется административному округу Фрайбург. Входит в состав района Эммендинген.  Население составляет 2126 человек (на 31 декабря 2010 года). Занимает площадь 19,09 км².